# Cuse-et-Adrisans
Cuse-et-Adrisans – miejscowość i gmina we Francji, w regionie Burgundia-Franche-Comté, w departamencie Doubs.
Według danych na rok 1990 gminę zamieszkiwało 175 osób, a gęstość zaludnienia wynosiła 32 osoby/km² (wśród 1786 gmin Franche-Comté Cuse-et-Adrisans plasuje się na 569. miejscu pod względem liczby ludności, natomiast pod względem powierzchni na miejscu 768.).